# Bülent Rauf
Bülent Rauf (* 1911; † 1987) war ein türkisch-britischer Mystiker, spiritueller Lehrer, Übersetzer und Autor. Er war von 1945 bis in die frühen 1960er Jahre verheiratet mit Prinzessin Faiza, der Schwester des ägyptischen Königs Faruq I.
Bülent Rauf widmete viele Jahre seines Lebens der Vermittlung des Wissens um die absolute Einheit (tauhid) aller Existenz. Als Vertreter des Sufismus (islamische Mystik) nach der Linie des großen andalusischen Gelehrten Muhyiddin Ibn Arabi (1165–1240) war er unter anderem der langjährige Lehrer des britischen Mystikers und Autors Reshad Feild. 1975 gründete er mit dessen Hilfe die Beshara Schule für esoterische Erziehung in Schottland, an welcher seither Hunderte von Studentinnen und Studenten in den Grundlagen der Spiritualität unterrichtet wurden.
Bülent Rauf war der erste Präsident der Muhyiddin Ibn Arabi Society, die sich der Pflege und Weitervermittlung der Werke dieses einflussreichen Sufis verpflichtet hat. Bülent Raufs literarisches Hauptwerk ist die vollständige englische Übersetzung der vierbändigen von Ismail Hakki Bursevi ins Türkische übertragenen und kommentierten Ausgabe von Ibn Arabis Fusus al-Hikam.

## Literarische Werke
Englisch (Auswahl):
- Addresses ISBN 0-904975-12-6
- Addresses II ISBN 0-904975-30-4
- Fusus al-Hikam vol. I-IV ISBN 0-9509527-1-0

Deutsch:
- Einführung zu Die Weisheit der Propheten ISBN 3-905272-71-7
- Einführung zu Der verborgene Schatz ISBN 3-905272-72-5